# Томас Бремер
Томас Бремер (14 листопада 1957, Ессен) — римо-католицький теолог і професор університету.

## Життєпис
Бремер вивчав римо-католицьку теологію, славістику та класичну філологію в Університеті Людвіґа — Максиміліана в Мюнхені, Вестфальському університеті Вільгельма в Мюнстері та в Белграді. Потім він працював науковим співробітником в Екуменічному інституті в Університеті Мюнстера і в 1990 році захистив дисертацію Про церковну структуру та еклезіологію в Сербській православній церкві в 19-му і 20-му століттях. і здобув докторський ступінь у теології.
З 1995 до 1999 року він був керуючим директором Німецького товариства східноєвропейських досліджень у Берліні. З 1999 року до свого виходу на пенсію 1 жовтня 2022 року Бремер був професором східноцерковних студій та екуменічного богослов'я в Інституті дослідження екуменіки та миру в Університеті Мюнстера. З 2011 до 2012 року він був стипендіатом коледжу імені Імре Кертеса Єнського університету імені Фрідріха Шиллера. Сфера його наукових інтересів — православні церкви Східної Європи. З 2009 року Бремер є редактором теологічного журналу Theological Revue. Він є співредактором журналу Una Sancta — журналу для екуменічних зустрічей. Він є підписантом меморандуму «Церква 2011: необхідний відхід».

## Твори (вибірка)
- у співавторстві з Jennifer Wasmuth: Gott und die Welt. Kirche und Religion in Osteuropa. In: Manfred Sapper, Volker Weichsel, Margrit Breuer, Olga Radetzkaja (Hrsg.): Glaubenssache. Kirche und Politik im Osten Europas (= Osteuropa. Jg. 59, H. 6). Berliner Wissenschafts-Verlag, Berlin 2009, ISBN 978-3-8305-1605-7, S. 7–27.
- Kreuz und Kreml. Kleine Geschichte der orthodoxen Kirche in Russland. Herder, Freiburg (Breisgau) u. a. 2007, ISBN 978-3-451-29606-2; ISBN 978-3-45134877-8. Sprachen: Deutsch, Italienisch, Serbisch, Ukrainisch
- Kleine Geschichte der Religionen in Jugoslawien. Königreich — Kommunismus — Krieg. Herder, Freiburg (Breisgau) u. a. 2003, ISBN 3-451-28128-7.
- як редактор і видавець: Religion und Nation. Die Situation der Kirchen in der Ukraine (= Schriften zur Geistesgeschichte des östlichen Europa. Bd. 27). Harrassowitz, Wiesbaden 2003, ISBN 3-447-04843-3.
- Churches in The Ukrainian Crisis/ Andrii Kravchuk (Ed.), Thimas Bremer (Ed.). — New York: Palgrave Macmillan Cham, 2017. — 225 p. — ISBN 978-3-319-34143-9.